# Chionoksen
Chionoksen – organizm należący do fauny naśnieżnej (zobacz też krioentomofauna), spotykany zimą na śniegu, ale nieprzystosowany do życia w tych warunkach. Obecność chionoksenów jest przypadkowa. Najczęściej są to np. owady, które pod wpływem ciepłej, lutowej lub marcowej pogody (słoneczny dzień) wychodzą z zimowych schronień.  Do chionoksenów zaliczyć możemy niektóre zimujące w stadium imaginalnym motyle, np. latolistek cytrynek (Gonepteryx rhamni), rusałka pawie oczko (Inachis io), chrząszcze z rodziny kusakowatych (Staphylinidae), ryjkowcowatych (Curculionidae) i biedronkowatych (Coccinellidae).